# Philipp Sander
Philipp Sander (Rostock, 21 februari 1998) is een Duits voetballer die doorgaans als centrale middenvelder speelt. In juli 2024 maakte hij de overstap van Holstein Kiel naar Borussia Mönchengladbach.

## Clubloopbaan

### Jeugd
Sander zette zijn eerste stappen in het voetbal bij SV Hafen en hij verhuisde als junior naar de jeugdacademie van Hansa Rostock. Hij doorliep alle jeugdelftallen totdat hij in de onder 19  kwam te spelen en bleek dat Rostock niet op het hoogste niveau uitkwam. Hij besloot daarom zich aan te melden bij Holstein Kiel. Na twee trainingen werd zijn talent herkend en maakte hij de overstap naar een andere havenstad aan de Oostzee.

#### Holstein Kiel
Op 16 augustus 2015 maakte hij zijn eerste minuten in de onder 19 in de uitwedstrijd tegen zijn leeftijdsgenoten van Werder Bremen. Hij kwam in de 76e minuut in de ploeg. In zijn eerste seizoen wist hij zich geen vaste basisplaats te veroveren. Een seizoen later was dat wel het geval en speelde hij alle wedstrijden waarop hij in de zomer van 2017 werd toegevoegd aan de senioren. Hij kwam in het tweede elftal terecht.

### Holstein Kiel
Sander maakte op 14 mei 2017 als A-junior zijn debuut bij de senioren tijdens een thuiswedstrijd van het tweede tegen Heider SV. Trainer Ole Werner liet hem in de 60e minuut invallen. In het seizoen 2017/18 werd Sander aan de selectie van het tweede toegevoegd. In de derde competitieronde maakte hij op 13 augustus tijdens de met 1-2 gewonnen uitwedstrijd tegen TSV Wankendorf zijn eerste doelpunt bij de senioren. In de 36e minuut maakte hij het tweede Kieler doelpunt. Met 17 basisplaatsen zorgde hij er mede voor dat er aan het einde van het seizoen werd deelgenomen aan de play-off wedstrijden voor promotie. In de eerste poulewedstrijd had hij een belangrijk aandeel in de 7-0 thuisoverwinning op Brinkumer SV. Hij wist driemaal het net te vinden in deze wedstrijd. Uiteindelijk werd Kiel eerste in de poule en promoveerde met het tweede elftal naar de Regionalliga Nord. In april 2018 tekende Sander zijn eerste profcontract.
Op 9 december 2018 haalde trainer Tim Walter hem voor de uitwedstrijd tegen Dynamo Dresden voor de eerste keer bij de eerste selectie. In het DDV-Stadion kwam hij niet in actie. Op 31 december maakte Sander zijn debuut in het eerste elftal tijdens de thuiswedstrijd tegen Hamburger SV. Walter bracht hem in de 90e minuut in het veld voor Kingsley Schindler. Voor de rest van het seizoen 2018/19 zat hij nog een paar keer op de reservebank. In het daaropvolgende seizoen werd hij overgeheveld naar het eerste elftal en stond hij op 11 augustus 2019 tijdens de eerste ronde van de DFB-Pokal tegen FSV Salmrohr voor de eerste keer in het basiselftal van de nieuwe trainer André Schubert. Tegen de amateurs uit Salmtal speelde hij de gehele wedstrijd. Nadat hij kort daarop zijn basisdebuut tegen Karlsruher SC voor de competitie had gemaakt verliet hij een week later geblesseerd het veld. In de wedstrijd tegen FC St. Pauli viel hij voor de rust geblesseerd uit. Sander was daardoor enkele weken uitgeschakeld en raakte hij zijn basisplaats kwijt. Hij kwam tijdens de 32e competitieronde tijdens de thuiswedstrijd tegen Dynamo Dresden pas voor de eerste keer weer in actie. Hij kwam in de 84e minuut in de ploeg voor Finn Porath. Om tot meer speelminuten te komen werd Sander voor één seizoen verhuurd aan het in de 3. Liga spelende SC Verl.
Na zijn terugkomst uit Verl kreeg Sander opnieuw te maken met Ole Werner die ondertussen was doorgeschoven naar het eerste elftal. In de eerste wedstrijd van het seizoen 2021/22 nam deze hem op in zijn basiselftal. Sander speelde direct een belangrijke rol in de eerste ronde van de DFB-Pokal tegen de amateurs van SC Weiche. In de met 2-4 in verlenging gewonnen uitwedstrijd scoorde hij in de 105e minuut zijn eerste doelpunt in het profvoetbal waarmee hij zijn ploeg op een 1-2 voorsprong bracht. In de minuten daarna gaf hij tweemaal een assist waaruit zowel Fabian Reese als Fin Bartels wisten te scoren en Kiel doorging naar de tweede ronde. Gaandeweg het seizoen lukte het hem om een vaste basisspeler te worden totdat hij een COVID-19 besmetting opliep en hij hartproblemen kreeg. De rest van het seizoen kwam hij niet meer aan spelen toe.
In het seizoen 2022/23 brak Sander onder de nieuwe trainer Marcel Rapp definitief door en werd hij vanaf de eerste wedstrijd in de basis opgenomen. Hij ontbrak in twee wedstrijden waarvan één vanwege een schorsing. Tijdens het seizoen werd zijn contract met twee jaar verlengd. Op 9 april 2023 maakte hij zijn eerste competitiedoelpunt tijdens de met 2-3 gewonnen uitwedstrijd tegen Hansa Rostock. Vlak voor rust maakte hij na een voorzet van Timo Becker de 1-2. In de zomer van 2023 verlengde hij zijn contract tot 2027. Vlak voor start van de competitie maakte Rapp bekend dat Sander zijn nieuwe aanvoerder werd voor het seizoen 2023/24. Mede door zijn inbreng ging Holstein Kiel als koploper de winterstop in. In de wedstrijden daarna ontbrak hij vanwege een geïnfecteerde bloeduitstorting op zijn onderbeen. Eind februari keerde hij weer terug op het veld tijdens de thuiswedstrijd tegen FC St. Pauli. Hij kwam in de rust in het veld voor Marvin Schulz. Kiel was ondertussen zijn koppositie kwijt geraakt maar het gelukte Sander en zijn ploeggenoten wel om de tweede plaats tot het einde van het seizoen vast te houden. Hier promoveerde Kiel voor het eerst in haar bestaan naar de Bundesliga. Kort daarop werd bekend dat Sander Kiel ging verlaten en dat hij gekozen had om zijn loopbaan voor te zetten bij Borussia Mönchengladbach.

#### Verhuur aan SC Verl
In de zomer van 2020 zette Sander zijn handtekening onder een contract waardoor hij voor één jaar werd verhuurd. Op 19 september 2020 maakte hij zijn debuut in de 3. Liga tijdens de uitwedstrijd tegen Wehen Wiesbaden. In de Brita-Arena startte hij in de basis. Tijdens de vijfde competitieronde op 17 oktober maakte hij met 2-1 verloren het uitduel tegen FC Ingolstadt zijn eerste doelpunt voor de club uit Noordrijn-Westfalen. In het Audi-Sportpark maakte hij in de 34e minuut de gelijkmaker. Na 36 wedstrijden keerde hij terug naar Kiel.

### Borussia Mönchengladbach
In mei tekende Sander een contract tot 2028 voor de club uit Mönchengladbach. Op 17 augustus 2024 maakte hij in de eerste ronde van de DFB-Pokal zijn eerste speelminuten tijdens de uitwedstrijd tegen Erzgebirge Aue. In het met 1-3 gewonnen duel bracht trainer Gerardo Seoane hem in de 72e minuut in de ploeg voor zijn directe concurrent Rocco Reitz. Een week later maakte hij zijn debuut in de Bundesliga tijdens de openingswedstrijd van de competitie tegen Bayer 04 Leverkusen. Hij begon wederom op de bank en kwam in de 71e minuut in de ploeg voor Reitz. Tijdens de laatste wedstrijd voor de winterstop op 21 december maakte hij zijn eerste doelpunt in het shirt van Mönchengladbach tijdens de met 1-2 gewonnen uitwedstrijd tegen TSG 1899 Hoffenheim. In de 23e minuut bracht hij in het PreZero Arena zijn ploeg op een 0-1 voorsprong. Het gelukte hem niet om in de eerste competitiehelft om zich vast in de basis te spelen.

## Clubstatistieken
| Seizoen                         | Club                     | Competitie                  | Competitie | Competitie | Beker | Beker | Internationaal | Internationaal | Overig | Overig | Totaal | Totaal |
| Seizoen                         | Club                     | Competitie                  | Wed.       | Dlp.       | Wed.  | Dlp.  | Wed.           | Dlp.           | Wed.   | Dlp.   | Wed.   | Dlp.   |
| ------------------------------- | ------------------------ | --------------------------- | ---------- | ---------- | ----- | ----- | -------------- | -------------- | ------ | ------ | ------ | ------ |
| 2017/18                         | Holstein Kiel II         | Oberliga Schleswig-Holstein | 21         | 3          | 0     | 0     | 0              | 0              | 2      | 3      | 23     | 6      |
| 2018/19                         | Holstein Kiel II         | Regionalliga Nord           | 20         | 2          | 0     | 0     | 0              | 0              | 1      | 0      | 21     | 2      |
| 2019/20                         | Holstein Kiel            | 2. Bundesliga               | 4          | 0          | 2     | 0     | 0              | 0              | 6      | 1      | 12     | 1      |
| 2020/21                         | → SC Verl                | 3. Liga                     | 35         | 2          | 0     | 0     | 0              | 0              | 1      | 0      | 36     | 2      |
| 2021/22                         | Holstein Kiel            | 2. Bundesliga               | 19         | 0          | 2     | 1     | 0              | 0              | 1      | 0      | 22     | 1      |
| 2022/23                         | Holstein Kiel            | 2. Bundesliga               | 32         | 1          | 2     | 0     | 0              | 0              | 0      | 0      | 34     | 1      |
| 2023/24                         | Holstein Kiel            | 2. Bundesliga               | 25         | 3          | 1     | 0     | 0              | 0              | 0      | 0      | 26     | 3      |
| 2024/25                         | Borussia Mönchengladbach | Bundesliga                  | 14         | 1          | 2     | 0     | 0              | 0              | 0      | 0      | 16     | 1      |
| Carrière totaal                 | Carrière totaal          | Carrière totaal             | 170        | 12         | 7     | 1     | 0              | 0              | 11     | 4      | 190    | 17     |
| Bijgewerkt tot 25 december 2024 |                          |                             |            |            |       |       |                |                |        |        |        |        |